# HD 100623
HD 100623 (HR 4458 / HIP 56452) es una estrella situada en la constelación de Hidra al sur de ξ Hydrae, al oeste de β Hydrae y sureste de χ1 Hydrae. Se encuentra a 31,1 años luz del sistema solar. Las estrellas más cercanas a HD 100623 son Gliese 433, a 1,7 años luz, y el sistema HR 4523, a 4,4 años luz.
HD 100623 es una sistema binario compuesto por una enana naranja de magnitud aparente +5,98, GJ 432 A (LHS 308), y una enana blanca de magnitud 15, GJ 432 B (LHS 309 / WD 1132-325).
GJ 432 A tiene tipo espectral K0V y una temperatura efectiva de 5121 K.
Tiene una masa de 0,81 masas solares y su radio es un 26% más pequeño que el del Sol.
Gira sobre sí misma con una velocidad de rotación proyectada de 0,7 km/s.
Tiene el 36% de la luminosidad solar y su metalicidad es considerablemente más baja que la del Sol, en torno al 37% de la misma.
GJ 432 B es una enana blanca de tipo DC. Dada la proximidad de su compañera, no se ha podido determinar con exactitud su temperatura efectiva, pero en cualquier caso es inferior a 6300 K.
El semieje mayor entre las dos componentes es de 16,3 segundos de arco, lo que corresponde a una separación entre ellas de 80,5 UA.